# 탁음 (일본어)
탁음(일본어: 濁音 다쿠온[*])은 일본어 음절 내의 가나에 탁점(゛)을 붙인 표기를 맞춤법으로 하는 것을 말한다.

## 개요
전통적으로는 다음과 같은 오십음도에서 청음에 대립하는 ガザダバ행의 음이다.
| が | ぎ | ぐ | げ | ご |
| ざ | じ | ず | ぜ | ぞ |
| だ | ぢ | づ | で | ど |
| ば | び | ぶ | べ | ぼ |

또 그 요음을 포함하는 것이 있다.
| ぎゃ |      | ぎゅ |      | ぎょ |
| じゃ |      | じゅ |      | じょ |
| ぢゃ |      | ぢゅ |      | ぢょ |
| でゃ |      | でゅ |      | でょ |
| びゃ |      | びゅ |      | びょ |
|      |      |      | ぎぇ |      |
| ぐぁ | ぐぃ |      | ぐぇ | ぐぉ |
| ぐゎ |      |      |      |      |
|      |      |      | じぇ |      |
|      | ずぃ |      |      |      |
| どぁ | どぃ | どぅ | どぇ | どぉ |
| でぁ | でぃ | でぅ | でぇ | でぉ |

다만, ガ행은 \ɡ\의 ガ행음과 \ŋ\의 ガ행 비음(비탁음)의 구별이 있지만, 표기상, 양자는 구별되지 않는다. 또 오늘날에는 ‘じ’와 ‘ぢ’, ‘ず’와 ‘づ’의 요쓰가나는 동음이다.
또 최근에는 정착되고 있는 외래어의 음에서 탁점을 사용해서 표기하는 ‘ヴ’를 탁음에 넣을지에 대해서는 의논할 여지가 있다. 그건 오십음도와 같은 딱 맞는 체계를 가지고 있지 않고, 각 음의 정착도에 불균형이 보이기 때문이다.
또한, 최근에 자음을 따르지 않는 ‘あ’, ‘い’, ‘う’, ‘え’, ‘お’에 탁점을 붙이는 속된 표기가 만화 등에서 보이지만, 이것은 성문의 긴장을 따르는 발음을 표현하고 있는 것이 많으며, 탁음을 나타내고 있지는 않다.

## 명칭의 유래
청음과 탁음의 구별은 중국의 전통적인 언어학인 음운학의 청탁에서 유래하고 있다. 중국 음운학에서는 ナ행과 マ행의 자음(비음)이나 ラ행 장음(유음), ヤ행과 ワ행의 자음(반모음)도 탁음에 분류되고 있다.

## 음성학적인 특징
이들의 음은 원칙으로 청음의 자음을 그대로 유성화한 것에 상당하지만, 실제 발음상으로는 몇 가지의 예외가 있기 때문에 쉽게 유성음이라고 정의하기는 어렵다.
1. 탁음은 일반적으로 문절 머리 또는 발음(‘ん’) 뒤에는 유성파열음 또는 파찰음에, 발음 뒤를 제외한 문절중 또는 문절말에는 유성마찰음 또는 그것에 가까운 음(구강 안을 폐쇄하는 상하의 조음기관의 밀착도가 약함 혹은 밀착시간이 짧은 유성파열음 또는 파찰음)으로 분류되는 경향이 있다. 하지만, ‘が’ ‘ぎ’  ‘ぐ’ ‘げ’ ‘ご’ 및 ‘ぎゃ’ ‘ぎゅ’ ‘ぎょ’의 발음에는 위에 적힌 것 외에 비음도 있으며, 이것을 특히 비탁음이라고 부른다. 보통의 탁음과 비탁음 간의 의미상 차이점은 없기 때문에 비탁음을 사용하는 화자와 사용하지 않는 화자가 있지만, 사용하는(달리하는) 화자는 문절 머리에서는 보통의 탁음, 즉 위에서 서술혼 유성파열음을, 그 외에는 발음 뒤에도 포함해서 비탁음, 즉 비음을 사용한다. 또한, 방언에 따라서는 문절중 및 문절말의 탁음이 전비음화하는 것이 있으며, 그 경우에는 문절두보다 문절중 · 문절말의 탁음 쪽이 폐쇄 밀착도가 강한 파열음 또는 파찰음이 되는 것이 있다.
2. ‘ば’ ‘び’ ‘ぶ’ ‘べ’ ‘ぼ’ 및 ‘びゃ’ ‘びゅ’ ‘びょ’는 ‘ば’ ‘び’ ‘ぶ’ ‘べ’ ‘ぼ’ 및 ‘びゃ’ ‘びゅ’ ‘びょ’의 오래된 발음의 음을 유성화한 것에 상당한다. 즉, 이들의 청음의 두자음이 무성양순파열음이거나 무성양순마찰음이거나한 것을 유성화해서, 유성양순파열음 또는 유성양순마찰음으로 한 것인데, 이 탁음을 무성화하면, 원래의 반탁음인 ‘ぱ’ ‘ぴ’ ‘ぷ’ ‘ぺ’ ‘ぽ’ 및 ‘ぴゃ’ ‘ぴゅ’ ‘ぴょ’(무성양순파열음) 또는 청음인 ‘ふぁ’ ‘ふぃ’ ‘ふ’ ‘ふぇ’ ‘ふぉ’ 및 ‘ふゃ’ ‘ふゅ’ ‘ふょ’(무성양순마찰음)가 된다.
3. 일부의 방언을 제외하고 ‘じ’와 ‘ぢ’ 혹은 ‘じゃ행’과 ‘ぢゃ행’의 동일단끼리를 소리 상으로 구별하지 않는다. 어느쪽이라도, ‘し’ 또는 ‘しゃ행’ 각 단의 음을 유성화한 음(유성마찰음) 또는 그것에 가까운 음(폐쇄가 약한 유성파찰음)과 ‘ち’ 또는 ‘ちゃ행’ 각 단의 음을 유성화한 음(유성파찰음)의 양쪽이 사용된다.
4. 일부의 방언을 제외하고, ‘ず’ ‘づ’를 소리 상으로 구별하지 않는다. 어느쪽이라도 ‘す’를 유성화한 음(유성마찰음) 또는 그것에 가까운 음(폐쇄가 약한 유성파찰음)과 ‘つ’를 유성화한 음(유성파찰음)의 양쪽이 사용된다.

## 표기
오늘날의 표기에서는 탁음은 대응하는 청음에 탁점(゛)를 붙여서 쓰이지만, 역사적으로는 탁점을 사용하지 않은 표기도 있다. 또, 헨타이가나의 청음에 탁점을 붙여서 대응하는 탁음을 나타내는 표기도 있다.

## 연탁
2개의 단어를 연결해서 숙어를 만들 때에 뒤에 오는 단어의 청음이 탁음화하는 경우가 있으며 연탁이라고 불린다.
예시: もち+こめ→もちごめ(餅米), こい+ふみ→こいぶみ(恋文)
나가우타 등의 교본에서는 연탁이 일어나는 것을 명시하기 위해서 한자에 연탁을 붙여서 나타낸 예도 있다.

## 연탁의 작품
방언시인의 이나 캇페이는 쓰가루 방언에는 탁음으로 바뀌는 단어가 많은 것을 이용해서, 모든 탁음만으로 방언시를 만든 것이 있다.

## 같이 보기
- 오십음
- 이로하 순
  - 이로하 노래
- 청음 - 반탁음 - 탁음
- 무성음 - 유성음